# Keuper
Der Keuper ist die oberste der drei lithostratigraphischen Gruppen der Germanischen Trias. Diese Dreiteilung, die namensgebend für das chronostratigraphische System Trias war, gilt aber nur für den Bereich nördlich der Alpen (Germanische Trias-Supergruppe). Der Keuper wird in etwa auf den Zeitraum von 235 bis 199,6 Millionen Jahre datiert. Er folgt auf die lithostratigraphische Gruppe des Muschelkalks und wird von der lithostratigraphischen Gruppe des Lias (Norddeutschland) bzw. des Schwarzen Jura (Süddeutschland) überlagert.

## Geschichte
Buntsandstein und Muschelkalk waren bereits zum Ende des 18. Jahrhunderts fest etablierte Gesteinseinheiten. Dagegen dauerte es beim Keuper bis in die 1820er Jahre, bis er als eigenständige Gesteinseinheit erkannt wurde. Bis zu diesem Zeitpunkt wurde er meist als Teil des Buntsandsteins angesehen. Der Begriff Keuper wurde von Leopold von Buch in die geowissenschaftliche Literatur eingeführt. Allerdings gebrauchte er den Begriff im Sinne eines Gesteinsnamens, nicht im Sinne einer lithostratigraphischen Einheit. Der Name „Keuper“ leitet sich von der fränkischen Dialektbezeichnung Kiefer, Kieber oder Keiper, Keuper für bunte, bröckelige Tongesteine ab. Die Übertragung dieses Begriffes auf die Gesteinseinheit geht auf Friedrich Hoffmann zurück, der ihn 1823 in mündlicher Form in diesem Sinne gebrauchte. Vermutlich unabhängig von ihm tat dies auch Christian Keferstein und so müssen wohl diese beiden Geologen als Namensgeber der Gesteinseinheit Keuper gelten.
Der Keuper wurde früher und wird zum Teil in der populärwissenschaftlichen Literatur immer noch als Zeitintervall der Erdgeschichte betrachtet („Keuperzeit“, „keuperzeitlich“). Wird der Begriff Keuperzeit im Sinne von „zur Zeit der Ablagerung der Keupersedimente des Germanischen Beckens“ benutzt, ist dies sprachlich noch korrekt. Wird der Begriff dagegen auf andere Gebiete (z. B. „die keuperzeitlichen Ablagerungen in den Alpen“) übertragen ist dies nicht korrekt, denn Keuper ist kein chronostratigraphisch definiertes Zeitintervall, sondern eine Gesteinseinheit (bzw. eine Einheit der Lithostratigraphie), deren Unter- und Obergrenze von Gebiet zu Gebiet relativ- und absolutzeitlich etwas unterschiedlich sein kann.

## Definition

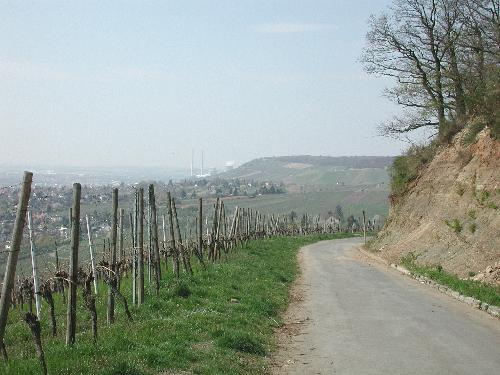
Der Keuperweg bei Heilbronn – ein geologischer Lehrpfad mit 13 Stationen

Die Untergrenze des Keupers wird in Norddeutschland mit der Unterkante des sogenannten Unteren Lettenkohlensandsteins definiert. In Süddeutschland ist die Untergrenze die Basis des „Grenzbonebeds“. Die Obergrenze ist die Basis des Lias in Norddeutschland bzw. des Schwarzen Juras in Süddeutschland. Die Typregion ist Franken. Im Norddeutschen Becken werden durchschnittliche Mächtigkeiten zwischen 300 und 500 Metern erreicht, lokal bis 1000 Metern. Im Glückstadt-Graben lassen seismische Untersuchungen auf eine Mächtigkeit bis 5000 Meter schließen. Es handelt sich um marin beeinflusste Kalk- und Tonsteine, lakustrine Kalk- und Tonsteine, fluviatile und litorale Sand- und Siltsteine, fossile Böden und Wurzelhorizonte und mächtige Salinarfolgen, wobei im Beckenzentrum in Norddeutschland Steinsalz, in den randlicheren Bereichen Anhydrit (CaSO4) und Gips (Ca[SO4] · 2 H2O) abgelagert wurden.

## Chronostratigraphische Korrelation
Die lithostratigraphischen Einheiten des Keuper sind nur schwierig mit den internationalen chronostratigraphischen Stufen zu korrelieren, da die Keupersedimente häufig ausgesprochen fossilarm sind oder keine zur biostratigraphischen Datierung nutzbaren Fossilien enthalten. Die Basis des Keupers ist in das tiefere Ladinium zu datieren. Der Top des Keupers reicht bis knapp an die Basis des Hettangium. Allerdings ist dabei zu berücksichtigen, dass innerhalb des Keupers größere Schichtlücken vorhanden sind; größere Zeitanteile der Stufen Karnium und Norium sind nicht durch Ablagerungen dokumentiert, sondern stecken in den Schichtlücken.

## Lithostratigraphische Untergliederung
Der Keuper wird seit 1997 in zwölf lithostratigraphische Formationen gegliedert. Die frühere Gliederung in Unteren, Mittleren und Oberen Keuper (auch Rhätkeuper) wird lediglich noch informell oder im Sinne der lithostratigraphischen Einheit Untergruppe benutzt.

### Unterer Keuper

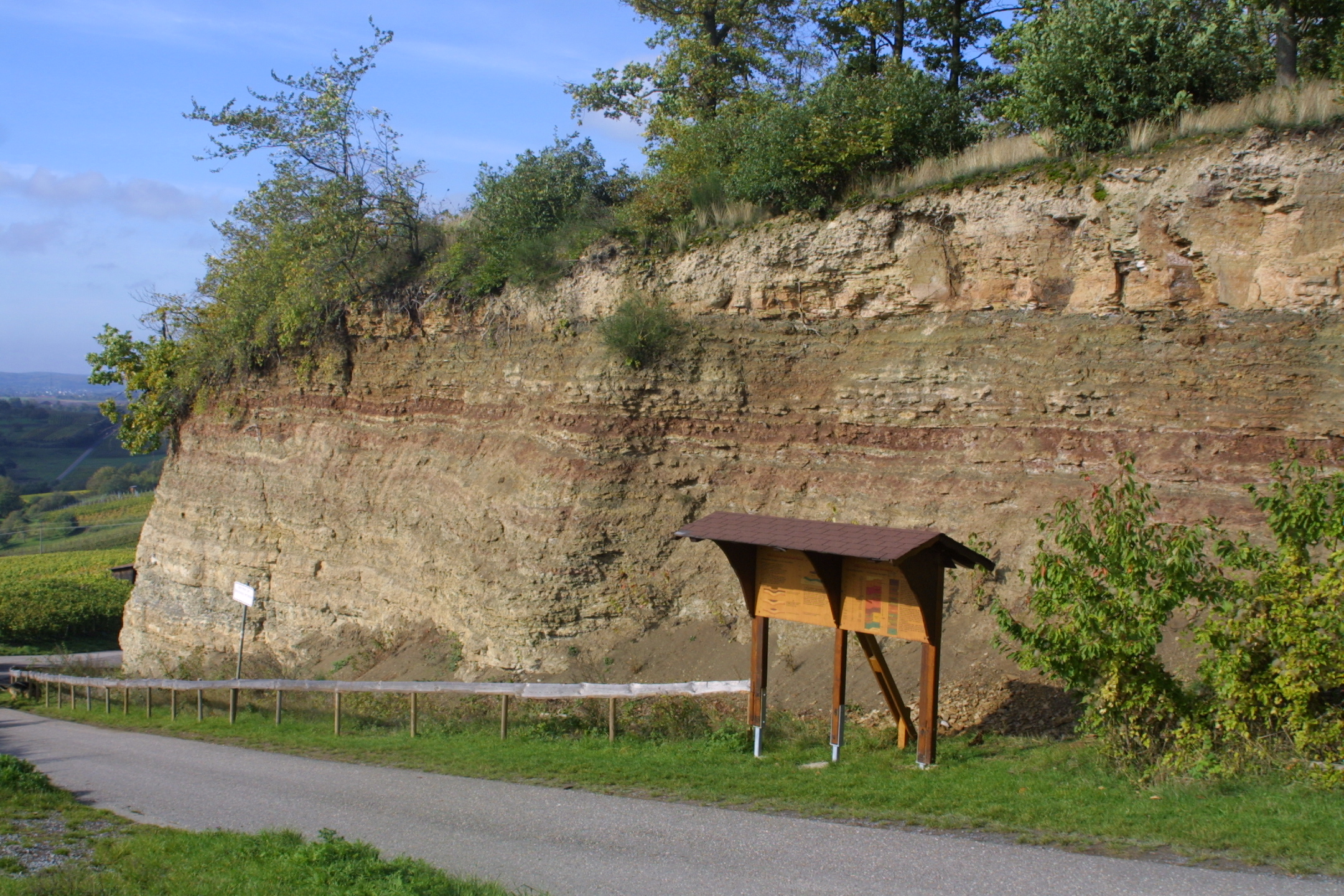
Das Geotop Derdinger Horn zeigt die Übergangszone zwischen Gipskeuper und Schilfsandstein

Der Untere Keuper (auch Unterkeuper) umfasst die Erfurt-Formation und die oberen Teile der Grafenwöhr-Formation. Die westlichen und nördlichen Randgebiete des Germanischen Triasbeckens sind noch nicht weiter in lithostratigraphische Einheiten (Formationen etc.) unterteilt worden.
- Erfurt-Formation, diese entspricht etwa den Begriffen Lettenkeuper, Kohlenkeuper oder Lettenkohlenkeuper; diese Begriffe wurden aber je nach Autor unterschiedlich gebraucht, zum Teil wurden auch obere Abschnitte der Muschelkalk-Gruppe mit einbezogen.
- Grafenwöhr-Formation, diese Formation ist nur am östlichen Beckenrand zum Vindelizischen Land ausgebildet und verzahnt sich im oberen Teil mit der Erfurt-Formation.
- „Randbereich zur Ardennen-Schwelle“ und „Randfazies im Ostseeraum“. Beide Ablagerungsbereiche sind noch nicht in lithostratigraphische Einheiten untergliedert.

Der Untere Keuper ist durch eine zyklische Wechsellagerung von sandig-tonigen und tonig-karbonatischen Sedimenten gekennzeichnet. Auch gering mächtige, nicht abbauwürdige Kohleflöze kommen vor (Name Lettenkohlenkeuper!). Sie dokumentieren einen raschen Wechsel von limnisch-fluviatilen und lakustrinen Ablagerungsbedingungen zu marinen und brackischen Ablagerungsbedingungen. Die Untergrenze des Unteren Keupers (und der Erfurt-Formation) ist in Süddeutschland das sogenannte Grenzbonebed und in Mittel- und Norddeutschland an der Basis des „Unteren Lettenkohlensandsteins“.

### Mittlerer Keuper

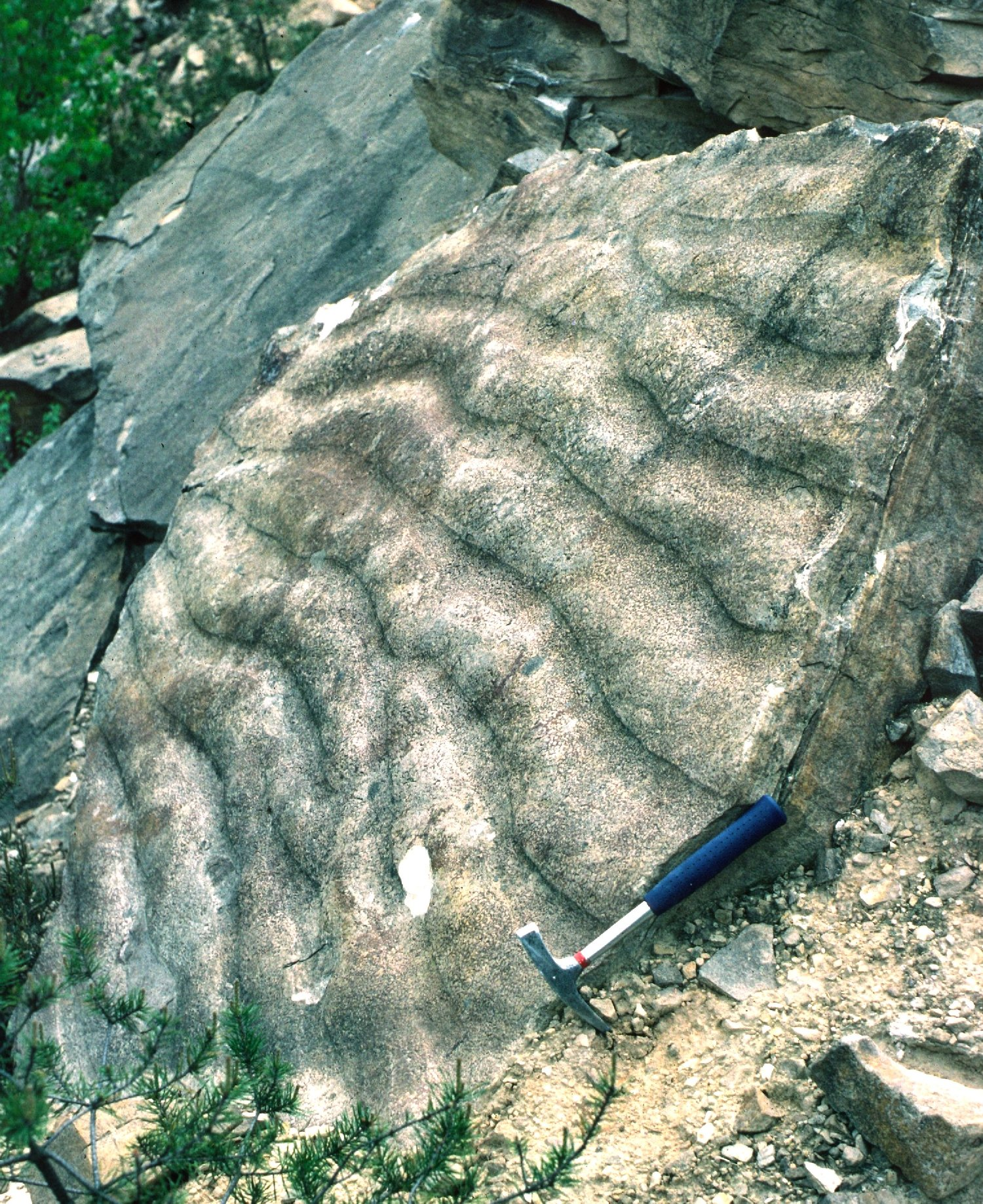
Rippelmarken im Schilfsandstein der Hassberge

Die Palette der Sedimente des Mittleren Keupers reicht von Sandsteinen, Tonsteinen, Mergelsteinen, Salinargesteinen und karbonatischen Bänken. Die Sedimente stammen aus dem fluviatilen und limnischen Milieu, in das im unteren Teil auch einige marine Bänke eingeschaltet sind. Der Mittlere Keuper (selten Mittelkeuper) wird in Nord- und Süddeutschland in unterschiedliche Formationen unterteilt, die sich seitlich verzahnen und einander teilweise entsprechen.

### Oberer Keuper
Im Oberen Keuper (Oberkeuper) ist bisher nur eine Formation unterschieden worden. Weitere lithostratigraphische Einheiten müssen noch definiert werden.
- Exter-Formation, umfasst im Beckeninneren den gesamten Oberkeuper bis zur Basis der ersten Lias-Schichten

Der Obere Keuper beinhaltet dunkle Ton- und Sandsteine, die in einem deltaischen Milieu abgelagert wurden. Darüber folgen marine und wiederum deltaisch geprägte Sandsteine. Am Top der Einheit wurden wiederum limnisch-deltaische Sandsteine abgelagert. Er wird von der Psilonotenton-Formation (Unterjura) überlagert

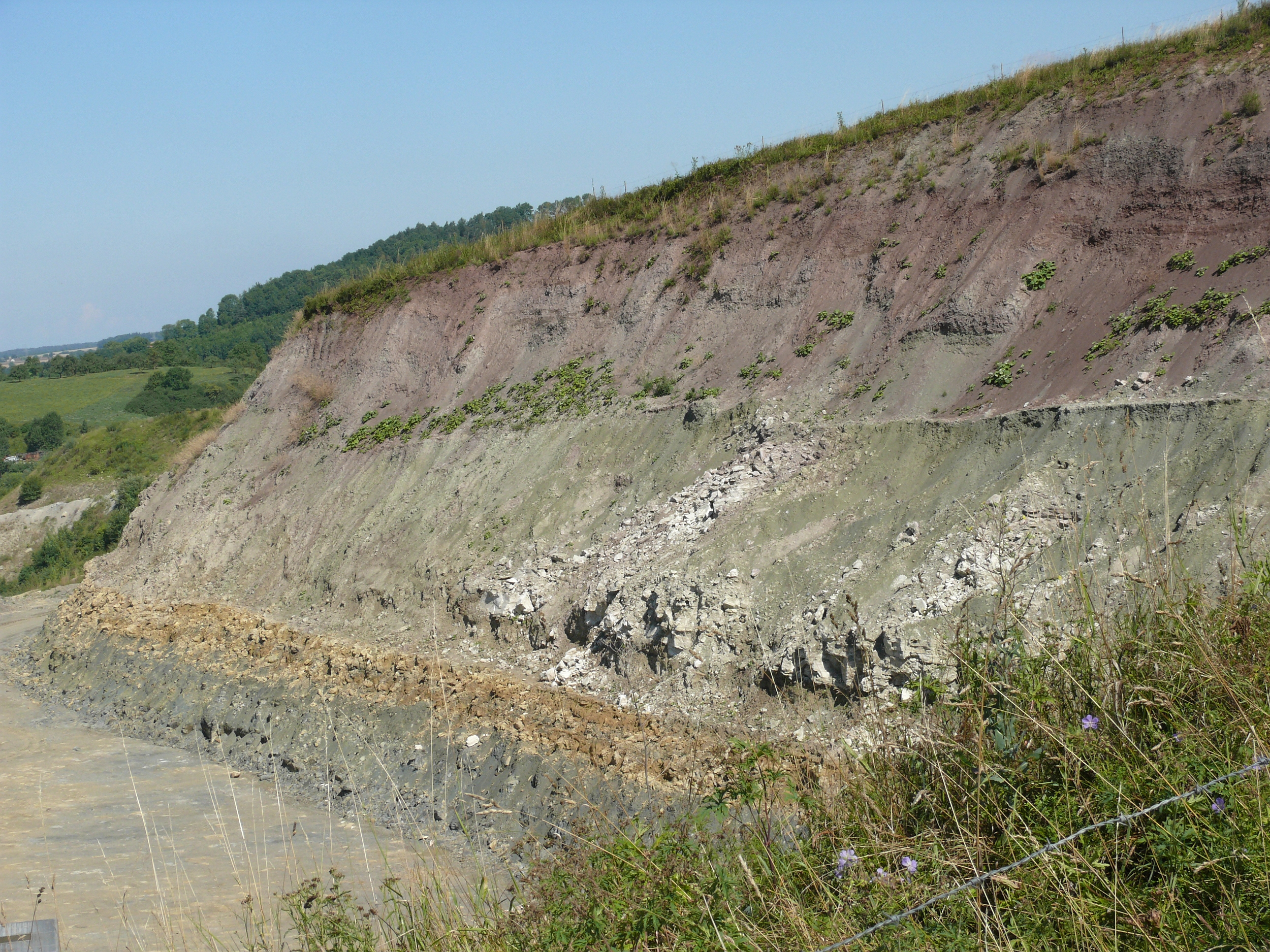
Übergang vom Unter- zum Mittelkeuper: Der Unterkeuper endet mit dem gelben Grenzdolomit der Erfurt-Formation, darüber beginnt der Mittelkeuper mit dem Grundgips der Grabfeld-Formation

## Allostratigraphische Untergliederung
In der Allostratigraphie (Leitflächen-Stratigraphie) wird der Keuper in sechs Folgen untergliedert, die von k1 bis k6 durchnummeriert werden. Die Grenzen von Folgen und Formationen fallen vielfach zusammen.

## Nutzung Geothermie in der Norddeutschen Tiefebene
Der Keuper und der Rätkeuper waren die in Neustadt-Glewe in 2455 Meter Tiefe aufgesuchten Erdschichten, aus denen das Thermalwasser  für das Geothermiekraftwerk Neustadt-Glewe gefördert wurde, Deutschlands erstes Erdwärmekraftwerk. Der Salzgehalt der Sole beträgt 220 Gramm je Liter. 2010 wurde die Stromerzeugungsanlage auf Grund eines technischen Defekts und der damit verbundenen Unwirtschaftlichkeit stillgelegt.